# Aarestrup
Aarestrup er en by i det centrale Himmerland med 203 indbyggere  (2024), beliggende i Aarestrup Sogn øst for E45 Nordjyske Motorvej og vest for Rold Skov. Byen hører til Rebild Kommune og ligger i Region Nordjylland.
Landsbyen er beliggende 5 kilometer nordøst for Haverslev, 5 kilometer sydøst for Suldrup og 11 kilometer sydvest for Støvring. Der er en kilometer til udkanten af Rold Skov.
I byen er der 12 foreninger, Aarestrup Kirke, Aarestrup Forsamlingshus og nogle mindre erhvervsdrivende. Der er også naturbørnehave, vuggestue og friskole i byen.